# 马加什一世

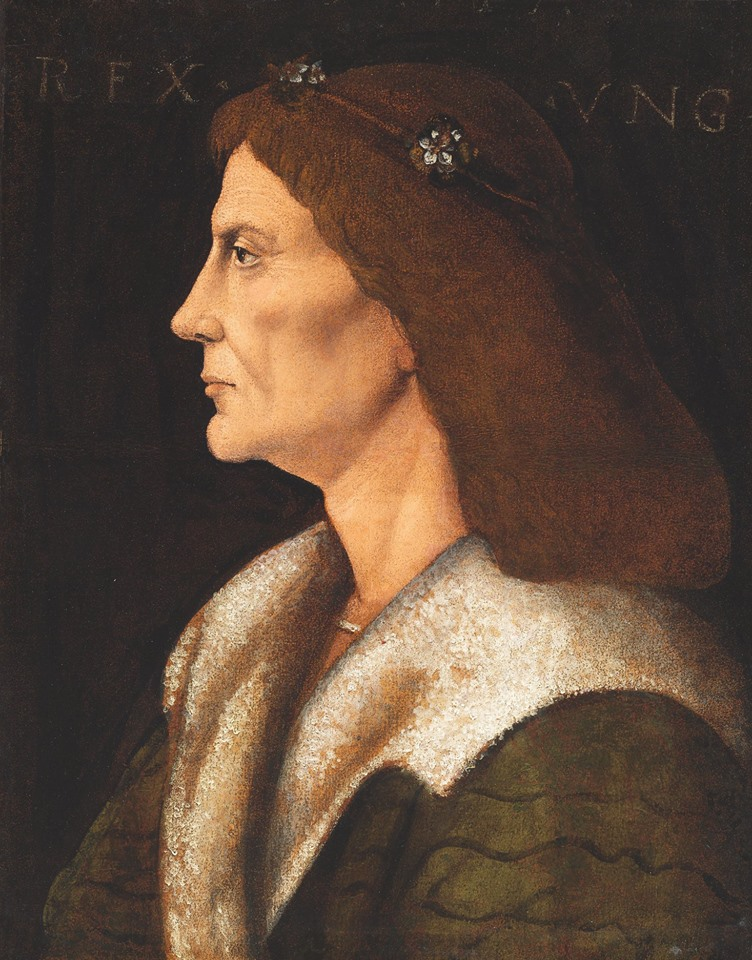
马加什一世

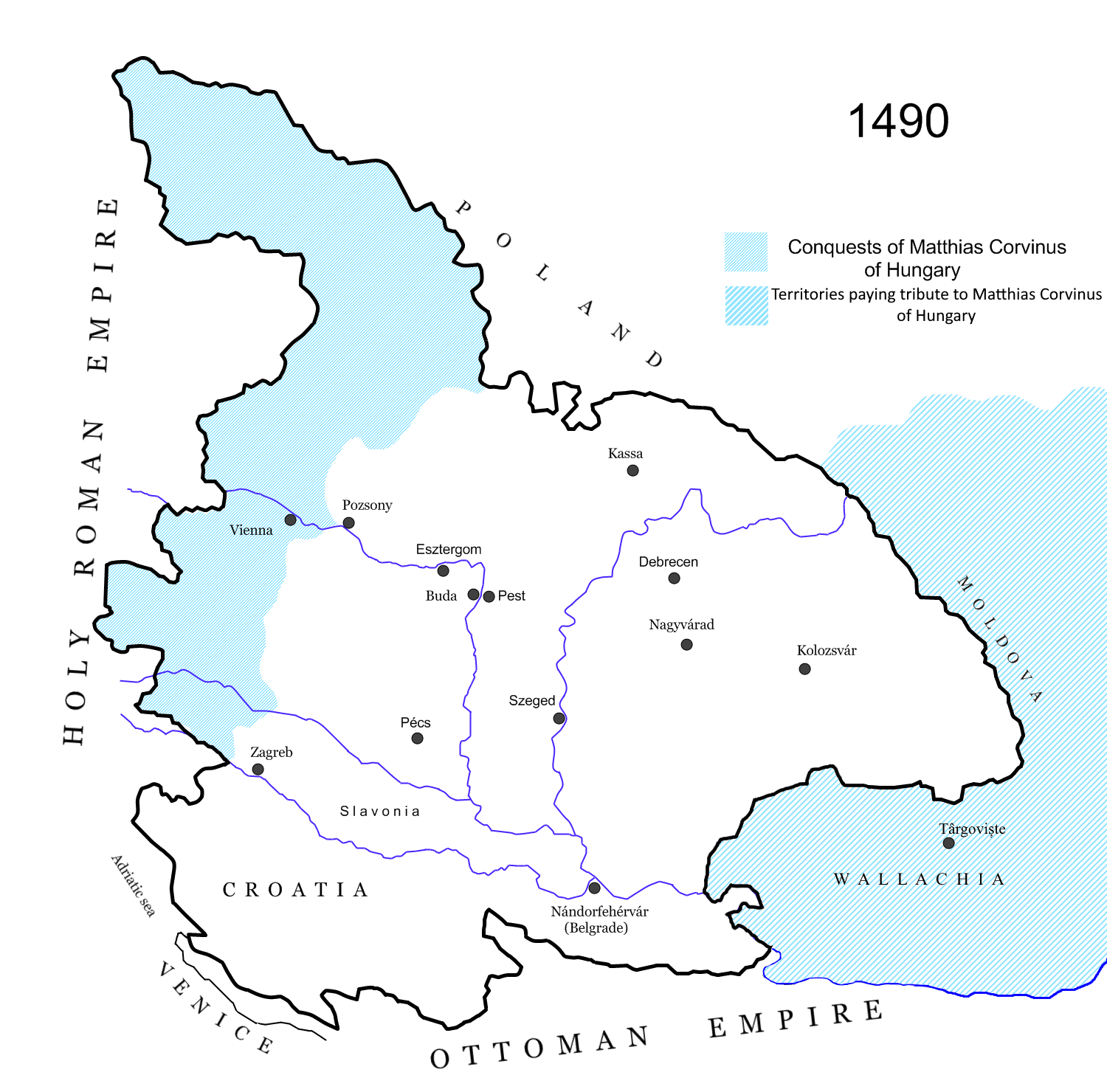
匈雅提·馬加什的西部擴張。

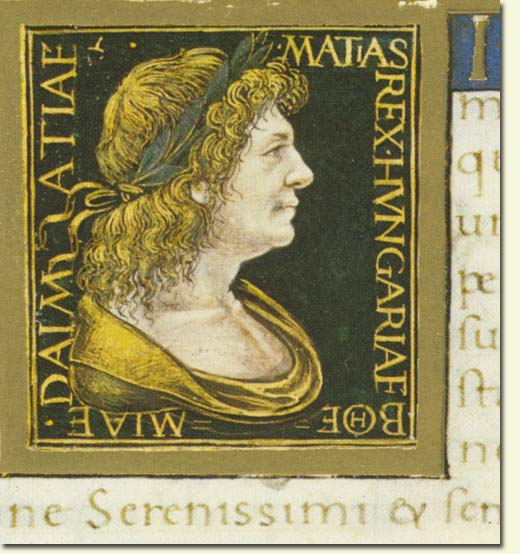
匈牙利国王匈雅提·马加什

匈雅提·马加什一世（匈牙利語：Hunyadi Mátyás；1443年2月23日—1490年4月6日），又称马加什·科尔温（拉丁語：Matthias Corvinus），是一位匈牙利及克羅地亞國王（1457年—1490年），從1457年以十三歲之齡登基，至1490年身亡為止一直在統治整個帝國。期間以強大的雇用軍征服大貴族，並通過數次的軍事運動，他又成為了波希米亞對立國王（1469年—1490年）以及奧地利公爵（1486年—1490年）。當他在1485年占領維也納之後，他看來即將建立一個匈牙利-奧地利的君主國，不久就會作出堅實的努力來控制神聖羅馬帝國。結果，他在1490年突然的死亡使所有計畫化為烏有，匈雅提王朝一代而終，所征服的土地立刻被把持國政的大貴族放棄。

## 生平
匈雅提·马加什1443年生于特兰西瓦尼亚的科罗茨瓦尔（今罗马尼亚克卢日-纳波卡），匈牙利摄政王匈雅提·亚诺什（「白騎士」）的次子，屬於社會新貴，以家族紋章上的烏鴉圖案而號稱「科爾溫」（意指烏鴉）。匈雅提·亚诺什死后，匈牙利爆发了贵族反对哈布斯堡王朝国王拉斯洛五世的叛乱。拉斯洛五世死后，一些地位较低的贵族和佩斯人民都支持时年14岁的马加什成为匈牙利国王。大贵族们认为年轻的国王便于控制，也支持他成为国王。
匈雅提·马加什于1458年1月20日被选为匈牙利国王。而这时的他被新上任的波希米亚国王波傑布拉德的伊日（又稱伊日·波杰布拉德）扣为人质，直到马加什娶了波杰布拉德的女儿才将其释放。15岁时，他正式登基称王。在位期间，贵族叛乱仍在继续，他于1463年平定叛乱，并使神圣罗马帝国皇帝腓特烈三世正式承认他为匈牙利国王。成年后，马加什留学意大利，并将意大利文艺复兴的文化成就推广到匈牙利，建立欧洲15世纪最大的收藏历史记录、哲学和科学成就的图书馆科尔文纳图书馆。马加什懂得匈牙利语、罗马尼亚语、克罗地亚语、拉丁语，后来又学会了德语以及捷克语等许多斯拉夫语。
马加什平定了贵族们的叛乱，组织独立于大贵族的雇佣常备军“黑军”，以抵御外敌入侵（1480年代擴大至三萬人）。这时的匈牙利領土，是历史上面积最大的，也是最強的自主時期。马加什多次打败奥斯曼帝国。瓦拉几亚大公弗拉德三世向其称臣。1465年響應教宗發起的十字軍，討伐異端的胡斯派，率領聯軍对岳父波傑布拉德的伊日的捷克作战，於1469年在捷克天主教徒的支持，获得波希米亞國王的称号，在1471年之前，陸續占领摩拉维亚和西里西亚等地。1485年他打败了腓特烈三世皇帝，占领奥地利的一半地区和首都维也纳。匈牙利在此時攀至巔峰，確立其東歐第二強國的地位（第一強國是鄂圖曼土耳其）；當時領土上的人口超過六百萬（匈牙利人占了四百萬），稅收超過一百萬佛羅林，僅次於鄂圖曼帝國與西歐最強的法國（鄂圖曼稅收將近兩百萬佛羅林）。
马加什一世于1490年去世，他只有一名學究氣的私生子亚诺什，私生子不能继承王位。亚盖隆王朝的波希米亚国王乌拉斯洛二世继承了他的王位。从此，匈牙利日渐衰落。

## 影響
馬加什一世不管是在軍事還是文藝方面都有一定的貢獻，尤其是他試圖在匈牙利，波西米亞和奧地利三地之間建立一個強而有力的政權，以對抗南方日益強大的鄂圖曼帝國和周遭的強權，他雖然不受到當時許多貴族的支持，但他確實保護了自己的國家也中興了當時已日落西山的匈牙利，至今匈牙利人依舊視馬加什一世為民族英雄。
1998年后发行的1000福林纸币上即印有马加什一世。